# Nox (Mythologie)

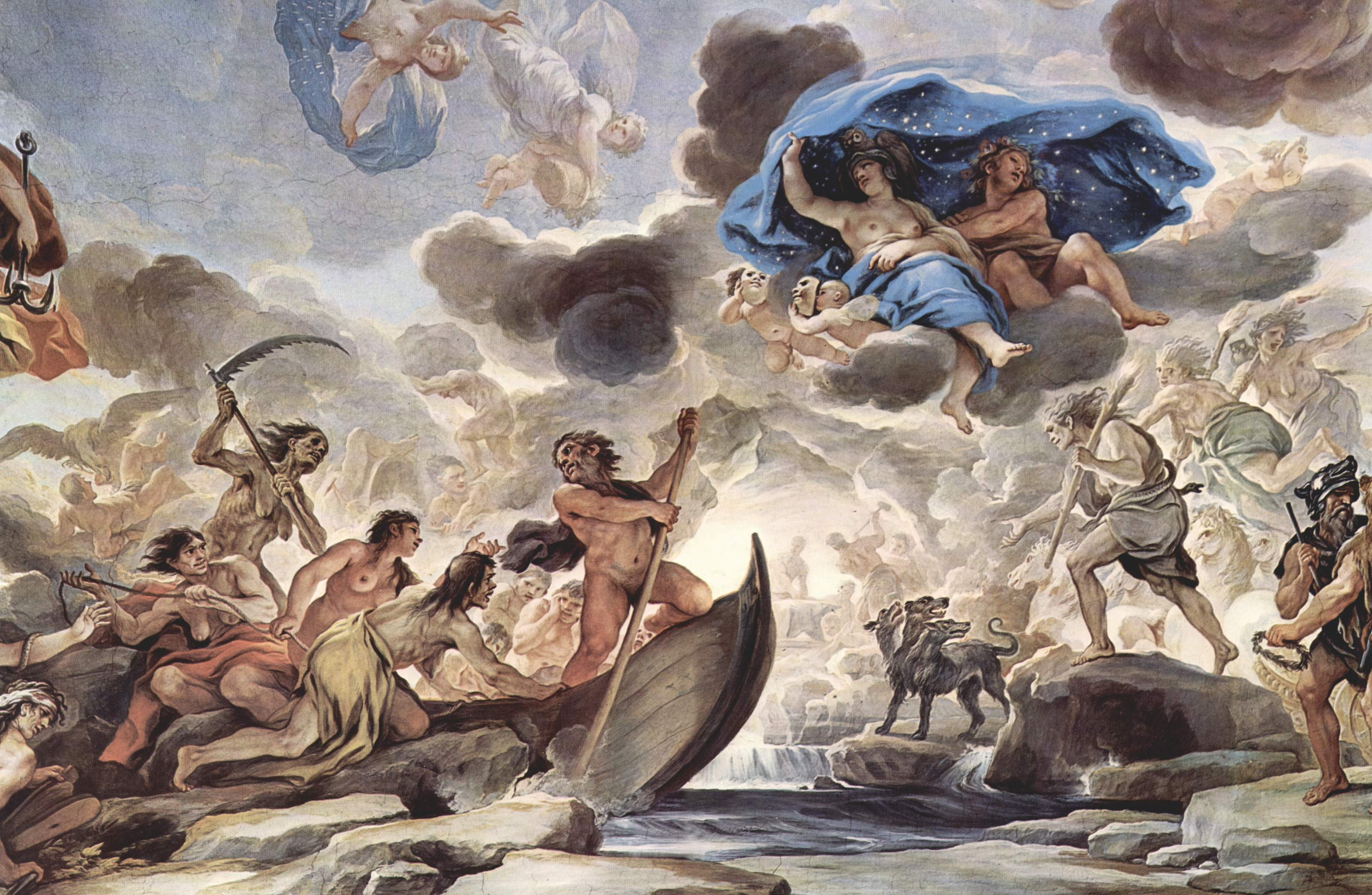
Unterweltszene mit Nacht und Morpheus (Fresko von Luca Giordano, 1684–1686)

Nox (lateinisch „Nacht“) ist in der römischen Mythologie die Personifikation der Nacht. Der Nox entspricht die Nyx in der griechischen Mythologie.
Die Nacht erschien bei den Römern als eine dunkle, furchterregende, der Unterwelt zugehörige Gestalt. Man stellte sie sich mit dunklen Schwingen vor, welche die Welt umfangen, und die Unterwelt war das Land der Nacht, das Land der Schatten, des Traums und des brütenden Schlummers.
Bei Ovid erscheint sie etwas freundlicher: „Jetzt erscheinet die Nacht, mit Mohn bekrönet die sanfte Stirn; es folget ihr nach schwärzlicher Träume Gebild.“ Übersetzung von Karl Geib.
Bei Horaz ist die Nacht zusammen mit Diana Zeugin und Gehilfin des Werkes der Hexen.
Eine kultische Verehrung der Nox ist nicht belegt.
In antiken Darstellungen ist die Nox mangels fester Attribute kaum zu identifizieren.